# デヴォンシャー級装甲巡洋艦
デヴォンシャー級装甲巡洋艦 (Devonshire class armored cruiser) はイギリス海軍の装甲巡洋艦。1905年に一挙6隻が竣工した。特徴はモンマス級から排水量が約1000トン増加して代わりに主砲塔を15.2cm連装速射砲から19.1cm単装砲に変更し火力がアップされている。また、水線防御も102mmから152mmに復して防御力を改善された。しかし、そのしわ寄せは副砲の火力低下につながってしまった。第一次世界大戦中、「アーガイル」が1915年10月28日にスコットランド東海岸で難破沈没、「ハンプシャー」が1916年6月5日オークニー諸島西方で触雷沈没した。「ハンプシャー」はこの時キッチナー陸軍大臣をロシアに運ぶ任にあたっており、キッチナーも戦死している。

## 同型艦
- アントリム
- アーガイル
- カーナヴォン
- デヴォンシャー
- ハンプシャー
- ロックスバラ

## 参考図書
- 「世界の艦船増刊第46集　イギリス巡洋艦史」(海人社)[要ページ番号]